# Plantes en coussin de Tasmanie

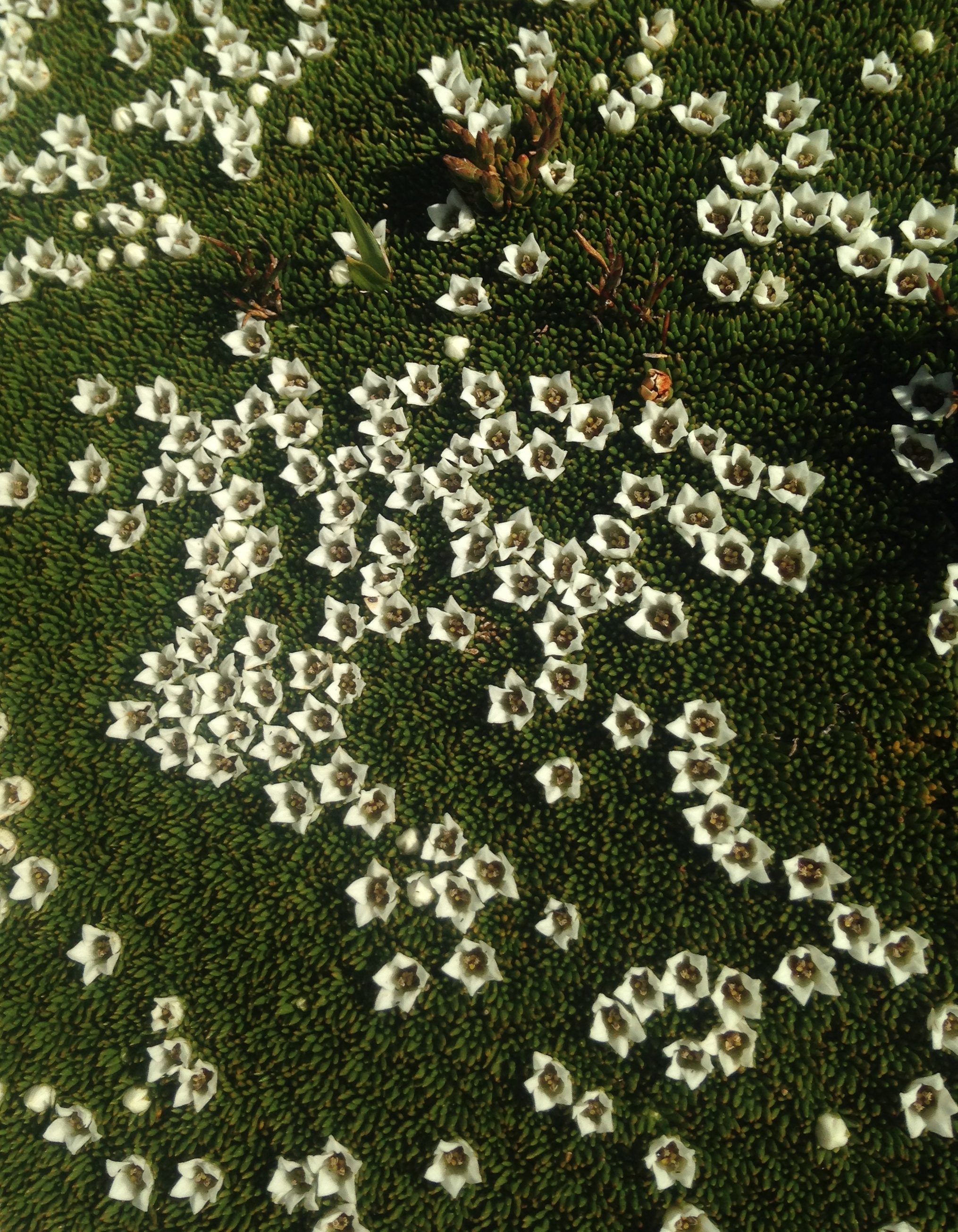
Donatia novae-zelandiae en fleurs, Parc national de Cradle Mountain-Lake St Clair (Tasmanie).

Les plantes en coussin de Tasmanie sont des plantes à croissance lente, généralement ligneux, poussant en « tapis » ou « coussins » très compacts, pouvant atteindre trois mètres de diamètre, et situés principalement dans île de Tasmanie. Ces « coussins » sont constitués de tiges serrées qui poussent au même rythme, de sorte qu'aucune rosette apicale ne dépasse les autres. L'expression « plante en coussin » fait référence à un mode de croissance caractéristique adopté par diverses espèces appartenant à des familles différentes afin de s'adapter aux environnements alpins et subalpins et aux régions de hautes latitudes. Elles sont adaptées pour pousser dans des zones pauvres en nutriments et ont généralement des racines pivotantes profondes. Les plantes en coussins ont une croissance très lente et ne poussent pas très haut au-dessus du sol. Les « monticules » ne dépassent généralement pas 30 cm de hauteur. Sous la surface vivante du coussin, ces plantes laissent subsister des feuilles mortes ou bien produisent un matériau non photosynthétique, ce qui crée un effet isolant.

## Composition floristique de la communauté des plantes en coussin de Tasmanie
Six familles, comprenant sept espèces de plantes en coussin sont recensées en Tasmanie, ainsi qu'une famille et une espèce supplémentaires dans l'île Macquarie. Trois familles supplémentaires, comprenant sept espèces, peuvent adopter un port « en traversin », mais pas exclusivement. Le mode de croissance de la plante en coussin est lié au drainage et à la capacité de la plante à rediriger le flux d'eau en raison de son mode de croissance.
| Famille          | Nom scientifique         | Nom commun (anglais)     | Description |
| ---------------- | ------------------------ | ------------------------ | --- |
| Asteraceae       | Abrotanella forsteroides | tasmanian cushionplant   | Espèce endémique de Tasmanie. Feuilles vert clair, très nombreuses, épaisses et engainantes de la base à la pointe. Fleurs en forme de petites marguerites blanches apparaissant juste au-dessus des feuilles. |
| Asteraceae       | Pterygopappus lawrencei  | sage cushionplant        | Espèce endémique de Tasmanie. « Coussin » compact, bleu/vert sauge. Feuilles minuscules, épaisses et largement spatulées, à l'apex pointu et à la base soyeuse et velue, se chevauchant étroitement. Fleur en marguerite blanche terminale solitaire paraissant juste au-dessus du feuillage. |
| Caryophyllaceae  | Colobanthus pulvinatus   | cushion cupflower        | Plante compacte et rigide aux feuilles raides et épineuses, aux bords épaissis, de 2 à 5 mm de long. Fleurs, solitaires, aux sépales jaune/vert en forme de coupe, nichées dans le feuillage. Espèce classée comme rare par le Threatened Species Protection Act 1995. Également présente en Nouvelle-Galles du Sud. |
| Donatiaceae      | Donatia novae-zelandiae  | snow cushionplant        | Coussin vert vif, dur et compact. Feuilles linéaires, charnues et pointues, de 5 à 6 mm de long, avec des poils fins à la base. Fleurs solitaires à 5 pétales blancs, poussant au même niveau que les feuilles. Également présente en Nouvelle-Zélande. |
| Epacridaceae     | Dracophyllum minimum     | claspleaf heath          | Espèce endémique de Tasmanie. Coussin en dôme densément ramifié, compact, dur. Feuilles épaisses et rigides, larges, engainantes et légèrement concaves avec une pointe dure. Fleurs tubulaires, blanches et solitaires reposant directement sur le feuillage. |
| Scrophulariaceae | Veronica ciliolata       | Ben Lomond cushion plant | Espèce endémique de Tasmanie. Coussin arrondi, doux et compact. Feuilles, vert pâle, de 2,5 à 4 mm de long sur 2 mm de large, pointues, avec une touffe de poils soyeux à l'extrémité, disposées en rosettes basales denses. Les fleurs ont 5 pétales blancs et deux groupes d'étamines soudées au tube des pétales. Veronica ciliolate subsp. fiordensis est classée comme vulnérable à la fois par le Threatened Species Protection Act 1995 et le Environment Protection and Biodiversity Conservation Act 1999. |
| Stylidiaceae     | Phyllachne colensoi      | Yellow cushionplant      | Plante en coussin touffue et dense à la couleur jaunâtre marquée. Feuilles, de 3 à 4 mm de long, densément tassées autour de la tige, plus larges à la base, puis étroites jusqu’à une extrémité émoussée avec un pore glandulaire. Fleurs blanches, simples et terminales, à 5-6 lobes étalés. Également présente en Nouvelle-Zélande. |
| Apiaceae         | Azorella macquariensis   | Macquarie cushions       | Espèce endémique de l'île Macquarie. Feuilles au contour réniforme, avec 3 ou 5 lobes lancéolés. Fleurs bisexuées et solitaires. Deux bractées lancéolées ressemblant à des feuilles sont soudées à la base pour former une coupe. Classée comme espèce en danger par le Threatened Species Protection Act 1995 et en danger critique par le Environment Protection and Biodiversity Conservation Act 1999 |

## Évolution
Les plantes en coussin sont un exemple d'évolution convergente. Des espèces non apparentées appartenant à un certain nombre de familles différentes sur des continents distincts ont évolué sous la forme de coussins afin de s'adapter à des environnements également rudes.

## Fonction dans l'écosystème

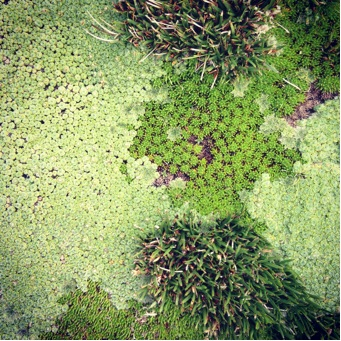
Pterygopappus lawrencei et Dracophyllum minimum poussant ensemble, Parc national de Cradle Mountain-Lake St Clair (Tasmanie).

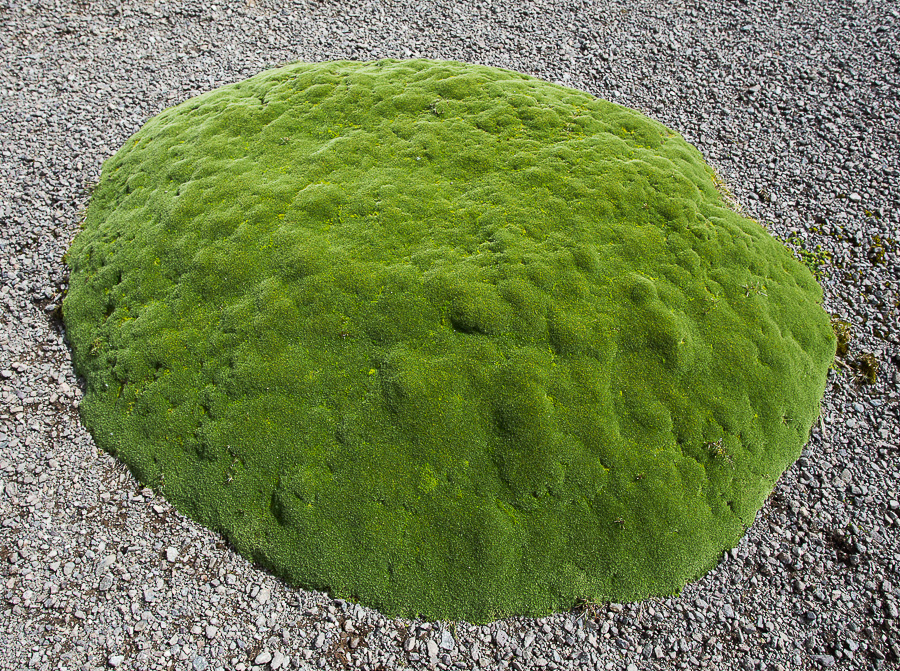
Azorella macquariensis, plante en coussin de l'île Macquarie.

Les plantes en coussins se sont révélées être la clé de voûte des écosystèmes dans lesquels elles se trouvent. Par exemple, Azorella macquariensis, seule plante en coussin de l'île Macquarie, joue un rôle essentiel dans l'écosystème. Elle constitue en effet le principal élément structurel de la végétation du feldmark dans l'île. Les plantes en coussins sont aussi souvent considérées comme des « espèces nourricières », leur présence étant nécessaire pour que de nombreuses autres espèces alpines puissent s'établir. On a constaté que les plantes en coussins améliorent la richesse en espèces dans les zones à la diversité locale appauvrie. Cet effet est dû à leur forme de croissance lente et compacte qui atténue les conditions alpines rigoureuses.
On a constaté que plusieurs espèces de plantes en coussin de Tasmanie ont une température de surface supérieure de 10 °C à la température ambiante. Ces températures plus élevées permettent aux plantes de continuer la photosynthèse et de croître dans des conditions qui, sinon, empêcheraient une telle productivité. Cela prolonge considérablement la saison de croissance. En outre, la combinaison des propriétés isolantes de la masse accumulée sous la surface des plantes en coussin et des sols tourbeux dans lesquels elles se développent empêche les températures autour des racines de descendre en dessous de −1 °C, ce qui protège les racines contre le gel. Les espèces de plantes alentour se sont adaptées non seulement pour en tirer profit, mais aussi pour s'appuyer sur ces conditions fournies par les plantes en coussin afin de survivre et de croître, et sont limitées aux habitats dans lesquels les plantes en coussin sont présentes.

## Menaces
Trois espèces de plantes en coussin de Tasmanie sont recensées en tant qu'espèces menacées : Veronica ciliolata (subsp. fiordensis), Azorella macquariensis et Colobanthus pulvinatus.
Veronica ciliolata subsp. fiordensis, espèce endémique de Tasmanie, est classée comme vulnérable à la fois par le Threatened Species Protection Act 1995 et par le Environment Protection and Biodiversity Conservation Act 1999. La population totale est estimée entre 1 500 et 2 000 individus adultes. Les menaces sont les suivantes :
- l'agrandissement du domaine skiable et d'autres aménagements inappropriés du plateau de Ben Lomond, où la population est restreinte ;
- le changement climatique et l'augmentation des températures pourraient affecter négativement cette espèce si l'habitat alpin adapté dans son aire de répartition potentielle diminue ;
- les événements aléatoires, tels que les glissements de terrain, la sécheresse, les agents pathogènes et les dommages causés par inadvertance. La faible distribution de l'espèce la rend particulièrement vulnérable si de tels événements se produisent.

Azorella macquariensis, espèce endémique de l'île Macquarie, est classée en danger d'extinction par le Threatened Species Protection Act 1995 et en danger critique d'extinction par le Environment Protection and Biodiversity Conservation Act 1999.
Depuis 2008, cette espèce a connu un dépérissement important et a connu un déclin catastrophique de la taille de sa population. La cause du dépérissement est inconnue et fait l'objet de recherches. Les coussins morts peuvent s'éroder, ce qui peut entraîner des conséquences néfastes sur le reste de la végétation du feldmark en raison de son rôle structurel essentiel dans l'écosystème. Les facteurs potentiels qui menacent Azorella macquariensis sont notamment les suivants :
- la végétation du feldmark a été identifiée comme étant exposée à un changement climatique si cela se traduit par des températures plus élevées, des sols plus secs, des précipitations plus faibles et des gelées plus importantes[9] ;
- l'introduction d'une espèce exotique telle qu'une plante, un vertébré, un invertébré ou un agent pathogène pourrait avoir des effets néfastes sur l'espèce, soit directement, par infection ou par compétition, ou indirectement, par la dégradation de l'habitat[3].

L'espèce Colobanthus pulvinatus est classée comme rare par le Threatened Species Protection Act 1995.